# MicroWorlds
MicroWorldsはLOGOを使ったプログラムであり「タートル」オブジェクトを使って周りを移動したりコマンドを与えたりやがては形状やアニメーションも製作できる。
これはシーモア・パパートが発明し、実験を通して子供達が抽象的なアイデアを生み出すきっかけにすることを目的としたLOGOの履行や方言のラージセットの一部である。学習用具であるLOGOは柔軟で迅速なフィードバックを提供し、若いユーザーがアクセス可能で洗練されたプロジェクトを作るために十分な堅牢さを備えている。LOGOのオリジナルバージョンにおいてパパートはコンピュータ経由でコマンドを送ることで部屋中を動きまわるためにうプログラムされた大規模な「タートル」を作成した。
MicroWorldsはLCSIで開発され、WindowsとMacで使用出来る。

## 構文
以下はLOGOでの記述例である。
```
to go.crazy
fd 90
lt 90
rt 180
fd 4999
end

```

上記の例では、ユーザーはコマンドの長いシリーズを可能にする手続きページと呼ばれるプログラムの一部に入ることでより複雑なプログラムを書くことが出来る。このプログラムではカーソルは前方に90動き、左に90度曲がり、右に180度曲がり4999前方に動く。
別の例として:
```
to say.hi
announce [Hi!]
end

```

この例では、ユーザーはブラケットの中に書いた言葉を表示させるボックスを作成する。ボックスに「Hi!」と表示される。
コマンドは手続きページかコマンドモジュール使用の2通りの方法で書くことが出来る。コマンドモジュールは命令を直ちに実行させることが可能。

## ボキャブラリー
LOGOは言語のリアルな言葉をベースにしており思い出すのが容易である。「forward」コマンドを使用した例では、プログラムにおいて以下のように使用出来る。
forward 50
この単純なラインは指摘した方向にコンピュータ画面の50ユニット移動する前にタートルを呼び出してることを示している。「forward」における測定のユニットはスクリーンにおける1ピクセルにあたる。また以下のように「forward」を「fd」に略して使用することも出来る。
fd 50
他の重要なナビゲーションコマンドは以下の通り:
lt :x ---> 左にx度曲がる
rt :x ---> 右にx度曲がる
setpos [x y] ---> スクリーンの座標においてタートルの位置を指定する。xはx軸、yはy軸。
pd ---> タートルの「ペン」を有効にする。移動した場合、スクリーン上で始点から終点まで線を描写する。
pu ---> タートルの「ペン」を無効にする。この場合線は描かれない。
setsh :x ---> Micro Worldsで描写されるかプログラムにインポートされた絵になるようにタートルが登場する絵を変更する。:xは形の番号を指定する。

## バージョン
MicroWorldsはプログラミングロボットデバイスやセンサーなどのより堅牢な活動へのプログラミングや移動への良い最初のスタートを提供するソフトウェアの基本的な一部である。MicroWorlds EX RoboticsはLego NXT brickとハンディクリケットであるLEGO RCXをコントロールすることができる。また、独立してマルチタスクを実行する能力がありパラレルプロセッシングも呼び出す。いくつかのプロセスは独立して立ち上げることが出来、複数のキャラクターアニメーションやシミュレーションを製作するのに非常に役立つ。MicroWorldsの追加的機能の例としてテキストエディタ、シェイプセンター、メロディセンターがあり、マルチメディアプロジェクト、ビデオゲームやシミュレーションを製作するためのLOGOの側面を使った絵の仕事全てをインポートする能力がある。
LCSIはまたMicroWorlds JRというLOGOのイコニックバージョンがありタートルをプログラムするために学習することを始める文字の読めない小さい子供達に向けたものである。
Microworldsはスペイン語、中国語、ポルトガル語、イタリア語、ギリシャ語など多くの言語に翻訳されている。
また、アメリカ合衆国コロラド州デンバーにある非営利団体OpenWorld Learningが使用するカリキュラムの主要構成物となっており2007年時点でデンバー地域に11の拠点がある。
Microworldsのプログラミングは利益をMicroTechが使用する様々なアプリやゲームの開発に使用出来る。

### MicroWorlds関連
- LCSI site
- Demo downloads
- MicroWorlds In Action MicroWorlds Logoリソース: プロジェクトへの挑戦やレッスン、FAQ、クラスルームインテグレーションを簡単に解説
- MW Forum 新規・経験豊富なユーザーが質問やアイデア、MicroWorldsに関するプロジェクトを共有
- Math Cats MicroWorlds EXプロジェクトのいくつかの良い実例

### Logo Philosophy
- Gary Stager 教師と教師教育者に特化したラップトップ教育とLOGOとRobotics
- Seymour Papert シーモア・パパートの著作と記事の素晴らしいコレクション
- MaMaMedia イディット・ハレルによる子供向けサイト。「For Grown-Ups」セクションではLOGOの使用を含む21st- CENTURY LEARNINGに関する示唆に富む記事を考えている。
- World Wide Workshop Foundation 構築主義哲学やゲーム、シミュレーション製作カリキュラムといった子供に教育する21世紀型スキルに主眼を置く財団
- The Logo Foundation LOGOユーザーと教育者へのサポートを提供する財団

### MicroWorlds Robotics関連トピック
- Lifelong Kindergarten マサチューセッツ工科大学にあるミッチェル・レズニックのライフロング・キンダーガーテングループのサイトでプログラムできるブリックやクリケットに関する情報を提供している
- RoboMind 自身のロボットをプログラムするための学習サイト
- Pico Crickets

## 関連文献
- Children Designers, Idit Harel Caperton, Ablex Publishing Corporation ISBN 978-0893917883.